# Čtvrtá planeta smrti 2: Planeta smrti na cestě bohů
Čtvrtá planeta smrti 2: Planeta smrti na cestě bohů (rusky Мир Смерти на пути богов) je vědeckofantastický román ruského autora Anta Skalandise (pseudonym Antona Viktoroviče Molčanova) a amerického spisovatele Harryho Harrisona vydaný ruským nakladatelstvím Eksmo-Press v roce 1998.
Je to pátý díl knižní série Planety smrti, původně trilogie Harryho Harrisona z 60. let 20. století, přičemž v ruském originále vyšel dohromady v jedné knize spolu se čtvrtým dílem Возвращение в Мир Смерти (česky zvlášť jako Čtvrtá planeta smrti 1: Návrat na planetu smrti).
První české vydání realizovalo ostravské nakladatelství Fantom Print v roce 2003 (ISBN 80-86354-27-X).

## Námět
Na planetě Pyrrus na obyvatele znovu útočí nové nebezpečné mutace živočichů. Jason dinAlt je jediný, kdo může Pyrrus zachránit. Spolu se svým bratrem Actionem a snoubenkou Metou se vydává na domovskou planetu Porgorstorsaand pátrat po rodičích a odtud na výpravu podobnou pouti bájného antického Iásóna za Zlatým rounem.

## Česká vydání
- Čtvrtá planeta smrti 2: Planeta smrti na cestě bohů, Fantom Print, Ostrava, 2003, 1. vydání, překlad Zdeněk Zachodil, brožovaná vazba, 224 stran, ISBN 80-86354-27-X